# Pioneer Baseball League
Die Pioneer League ist eine Liga der Minor League Baseball, die derzeit in der Region der Rocky Mountains tätig ist. In der Vergangenheit war sie auch in angrenzenden Teilen Kanadas tätig. Sie ist als Rookie League eingestuft. Die Pioneer League ist eine Kurzsaisonliga, die von Juni bis Anfang September stattfindet.
Zusammen mit der Appalachian League bildet sie die zweitniedrigste Stufe der Minor League Baseball, die Stufe "Rookie Advanced".

## Geschichte
Die Pioneer League begann 1939 mit sechs Teams in Idaho und Utah, die im Level "Class C" operierten. Die ursprünglichen sechs Teams waren die Boise Pilots, Lewiston Indians, Ogden Reds, Pocatello Cardinals, Salt Lake City Bees und Twin Falls Cowboys. Da die Spieler aufgrund des Zweiten Weltkriegs knapp bei Kasse sind, hat die Liga den Betrieb für die Spielzeiten 1943 bis 1945 eingestellt.
1948 erweiterte sich die Liga um zwei Teams in Montana. Die neuen Teams waren die Billings Mustangs und Great Falls Electrics. In diesen frühen Jahren arbeiteten die Mannschaften der Liga entweder unabhängig voneinander oder waren mit einem Muttervereinen der Major League Baseball (MLB) oder Pacific Coast League (PCL) verbunden. Als die Los Angeles Dodgers1958 die Hollywood Stars der PCL verdrängten, zogen die Stars um und wurden zu den "neuen" Salt Lake City Bees, blieben in der PCL und nahmen der Pioneer League den größten Markt weg.
1959 bestand die Pioneer League nur noch aus sechs Teams, den Billings und Great Falls sowie den Boise Braves, Idaho Falls Russets, Missoula Timberjacks und Pocatello Athletics. Die Liga spielte ein Jahr lang (1963) auf dem Level "Class A", bevor sie 1964 in die Rookie League wechselte, als es nur vier Mannschaften in der Liga gab. Bis 1978 war die Liga wieder auf acht Teams angewachsen. Mit Ausnahme von 1986 (mit sechs Mannschaften) gab es seitdem acht Mannschaften in der Liga, und es ist nicht zu erwarten, dass sich diese ohne weitere Expansion oder Kontraktion innerhalb der Major League Baseball ändern wird.
Im Jahr 2018 lag die Gesamtzahl der Liga-Besucher bei circa 600.000.
Nach dem Jahr 2018 zogen die Helena Brewers nach Colorado Springs, Colorado, um. In Colorado spielten sie unter dem Namen Rocky Mountain Vibes.

## Aktuelle Teams
| Division | Team                   | Major League Teams   | Stadt                      | Stadion                        | Kapazität |
| -------- | ---------------------- | -------------------- | -------------------------- | ------------------------------ | --------- |
| Northern | Billings Mustangs      | Cincinnati Reds      | Billings, Montana          | Dehler Park                    | 5.000     |
| Northern | Great Falls Voyagers   | Chicago White Sox    | Great Falls, Montana       | Centene Stadium                | 2.500     |
| Northern | Idaho Falls Chukars    | Kansas City Royals   | Idaho Falls, Idaho         | Melaleuca Field                | 3.400     |
| Northern | Missoula Osprey        | Arizona Diamondbacks | Missoula, Montana          | Ogren Park at Allegiance Field | 3.500     |
| West     | Grand Junction Rockies | Colorado Rockies     | Grand Junction, Colorado   | Suplizio Field                 | 7.014     |
| West     | Ogden Raptors          | Los Angeles Dodgers  | Ogden, Utah                | Lindquist Field                | 8.262     |
| West     | Orem Owlz              | Los Angeles Angels   | Orem, Utah                 | UCCU Ballpark                  | 5.000     |
| West     | Rocky Mountain Vibes   | Milwaukee Brewers    | Colorado Springs, Colorado | UCHealth Park                  | 8.500     |